# Organización territorial de Lesoto

División administrativa de Lesoto

El reino de Lesoto se encuentra dividido en 10 distritos:
| Distrito         | Capital        | Superficie (km²) | Población (hab.) |
| ---------------- | -------------- | ---------------- | ---------------- |
| 1. Berea         | Teyateyaneng   | 2222             | 300.000          |
| 2. Butha-Buthe   | Butha-Buthe    | 1767             | 130.000          |
| 3. Leribe        | Hlotse         | 2823             | 450.000          |
| 4. Mafeteng      | Mafeteng       | 2119             | 330.000          |
| 5. Maseru        | Maseru         | 4279             | 500.000          |
| 6. Mohale's Hoek | Mohale's Hoek  | 3530             | 310.000          |
| 7. Mokhotlong    | Mokhotlong     | 4075             | 130.000          |
| 8. Qacha's Nek   | Qacha's Nek    | 2349             | 110.000          |
| 9. Quthing       | Quthing/Moyeni | 2916             | 200.000          |
| 10. Thaba-Tseka  | Thaba-Tseka    | 4270             | 170.000          |

- Datos: Q2878104